# Rocco Barocco
Rocco Barocco (Napoli, 26 marzo 1944) è uno stilista italiano.
Nasce dapprima come Rocco Muscariello, e soltanto successivamente ottiene l'autorizzazione per cambiare legalmente il proprio cognome in Barocco.

## Biografia
Nato a Napoli ma trascorre l'infanzia e l'adolescenza a Perrone (isola d'Ischia) con i suoi otto fratelli; si diploma capitano di lungo corso all'Istituto Nautico di Procida. Da adolescente lavorava in un piccolo negozietto mentre portava avanti gli studi, Rino's shop, un giorno una turista francese entrò a comprare e riconobbe il talento del giovane. Fu lei a parlarne a Patrick de Barentzen e Monsieur Giles, e Rocco Barocco, ancora minorenne si trasferisce a Roma nel 1962, cominciando a lavorare nell'atelier di Patrick de Barentzen e Giles. Nel 1964 dà vita con Giles a un sodalizio destinato a durare dieci anni.
Nel 1974 apre il suo studio a Roma in piazza di Spagna e, nel 1979, dopo i successi ottenuti con l'alta moda, presenta la sua prima collezione di prêt-à-porter femminile. È noto per le sue creazioni sexy, e fra i riconoscimenti ottenuti, figurano la "Maschera d'argento" per l'alta moda nel 1967, il premio "Singer" a New York come giovane stilista e quello di Pittsburgh nel 1973.

Presenta ogni anno le sue collezioni di prêt-à-porter uomo/donna a Milano durante la settimana della moda . Il brand ha concesso alla società Milano Fashion la licenza delle collezioni borse e scarpe, ad Italart Co la licenza di profumi ed a Watch Up la licenza di orologi e bigiotteria.

### Vita privata
Non è sposato ma ha un figlio adottivo; si professa cattolico.